# Joseph Kahn
 (avril 2019).
Si vous disposez d'ouvrages ou d'articles de référence ou si vous connaissez des sites web de qualité traitant du thème abordé ici, merci de compléter l'article en donnant les références utiles à sa vérifiabilité et en les liant à la section « Notes et références ».
Pour les articles homonymes, voir Kahn.
Joseph Kahn (né le 12 octobre 1972 à Busan en Corée du Sud) est un réalisateur de clips, publicités et de longs métrages.

## Biographie
D'origine coréenne, Joseph Kahn a passé une partie de son enfance à Livourne en Italie. Sa famille déménage au Texas, puis il part à New York où il obtient le diplôme de la Tisch School of the Arts de l'université de New York.

### Carrière
En 1999, Kahn monte sa propre société de production, Supermega, qui est alors hébergée par HSI Productions. Kahn a depuis travaillé pour divers artistes comme Shakira, Dr. Dre, Snoop Dogg, Mariah Carey, Jordin Sparks, Christina Aguilera, 50 Cent, Britney Spears, Destiny's Child, Kelly Clarkson, Ashlee Simpson, Muse, Ciara, Monica, Courtney Love, Rob Zombie, Backstreet Boys, U2, The Chemical Brothers, Blink 182, Chris Brown, Eminem, TLC, Katy Perry, Moby, Ke$ha, George Michael, KoRn, Janet Jackson, The Black Eyed Peas, Lady Gaga, BoA, Gwen Stefani, Brandy, Pussycat Dolls, Sun Ho, Kylie Minogue, AKB48, Taylor Swift ou encore Maroon 5.
Le réalisateur a reçu de nombreuses récompenses pour son travail. Il a ainsi remporté les MTV Video Music Awards du meilleur clip vidéo pour The Boy Is Mine de Brandy & Monica et pour Toxic de Britney Spears. En 2002, il remporte son premier Grammy Award pour le clip Without Me d'Eminem. Cette réalisation lui permettra également de recevoir les MTV Video Music Award de la « Vidéo de l'année » et de la « Meilleure réalisation ».

#### Carrière publicitaire
Joseph Kahn a également tourné des films publicitaires pour Acura, Bacardi, BMW, Hewlett Packard, Vodafone, Budweiser, ASICS, Renault, Mazda, Coors Light, NASCAR, Saab, Ford et PlayStation. Sa campagne pour Fox/Nascar en 2004 lui a permis de remporter  un Clio Award.

#### Carrière cinématographique
En 2004, Joseph Kahn a réalisé le film Torque, la route s'enflamme avec Ice Cube. Il a également mis en scène le film Detention en 2011 avec Josh Hutcherson, ainsi que Bodied en 2018, un film YouTube Original sur les raps contenders.
En 2015, il réalise le court métrage Power/Rangers, parodie-hommage aux Power Rangers.

## Filmographie
Sauf indication contraire, les informations mentionnées dans cette section peuvent être confirmées par la base de données cinématographiques IMDb,  présente dans la section « Liens externes ».

### Films
- 2004 : Torque, la route s'enflamme (Torque)
- 2011 : Detention
- 2018 : Bodied
- 2024 : Ick

### Clips
| Année | Artiste(s)                                        | Titre                                              |
| ----- | ------------------------------------------------- | -------------------------------------------------- |
| 1990  | The Pain Teens                                    | The Basement                                       |
| 1992  | Rake's Progress                                   | Ghost Town                                         |
| 1993  | Die Krupps                                        | Crossfire                                          |
| 1993  | Die Krupps                                        | Fatherland                                         |
| 1993  | Die Krupps                                        | To The Hilt                                        |
| 1993  | DMG                                               | You Don't Hear Me Doe                              |
| 1993  | Geto Boys                                         | Straight Gangsterism                               |
| 1994  | 2 Low                                             | Funky Lil Brotha                                   |
| 1994  | 5th Ward Boyz                                     | Ghetto Funk                                        |
| 1994  | Ahmad                                             | You Gotta Be                                       |
| 1994  | Ahmad                                             | Back in the Day                                    |
| 1994  | Die Krupps feat. Biohazard                        | Bloodsuckers                                       |
| 1994  | Willie Nelson                                     | December Day                                       |
| 1994  | Willie Nelson                                     | Afraid                                             |
| 1994  | Retarded Elf                                      | What Up G?                                         |
| 1994  | Widowmaker                                        | Long Gone"                                         |
| 1995  | AZ                                                | Gimme Yours                                        |
| 1995  | Clever Jeff                                       | Year Of The Fly MC                                 |
| 1995  | Das EFX                                           | Real Hip Hop                                       |
| 1995  | Distinguished Gentlemen                           | Soakin' Wet                                        |
| 1995  | Lords of the Underground                          | Faith                                              |
| 1995  | Lords of the Underground                          | Neva Faded                                         |
| 1995  | Onyx                                              | All We Got Iz Us                                   |
| 1995  | Onyx                                              | Last Dayz                                          |
| 1995  | Ruffnexx Sound System                             | Stick By Me                                        |
| 1995  | Spahn Ranch                                       | Locusts                                            |
| 1995  | Veronica                                          | Without Love                                       |
| 1995  | Scarface feat. Ice Cube                           | Hand of the Dead Body                              |
| 1995  | Public Enemy                                      | So Watcha Gone Do Now                              |
| 1996  | AZ                                                | Do Or Die                                          |
| 1996  | AZ                                                | Mo Money, Mo Murder, Mo Homicide                   |
| 1996  | Interstate                                        | Peek In The Drawers                                |
| 1996  | Smooth Da Hustler                                 | Hustler's Theme                                    |
| 1996  | Sadat X                                           | Hang'em High                                       |
| 1996  | Montell Jordan feat. Slick Rick                   | I Like                                             |
| 1996  | Aaliyah                                           | If Your Girl Only Knew                             |
| 1996  | New Edition                                       | Hit Me Off                                         |
| 1996  | Warren G feat. Adina Howard                       | What's Love Got To Do With It                      |
| 1996  | Johnny Gill                                       | Let's Get The Mood Right                           |
| 1996  | New Edition                                       | I'm Still In Love With You                         |
| 1996  | Total                                             | Kissin' You                                        |
| 1996  | Shaquille O'Neal                                  | You Can't Stop the Reign                           |
| 1996  | Tony! Toni! Toné! feat. DJ Quik                   | Let's Get Down                                     |
| 1997  | KoЯn                                              | A.D.I.D.A.S.                                       |
| 1997  | Ice Cube                                          | The World Is Mine                                  |
| 1997  | Patricia Kaas                                     | Quand J'ai Peur De Tout                            |
| 1997  | Faith No More                                     | Last Cup of Sorrow                                 |
| 1997  | Snoop Doggy Dogg                                  | Tha Doggfather                                     |
| 1997  | Eric Benet                                        | True To Myself                                     |
| 1997  | Backstreet Boys                                   | Everybody (Backstreet's Back)                      |
| 1997  | Foxy Brown feat. Dru Hill                         | Big Bad Mamma                                      |
| 1997  | SWV feat. Puff Daddy                              | Someone                                            |
| 1997  | Bone Thugs-N-Harmony                              | If I Could Teach The World                         |
| 1998  | Foxy Brown                                        | Hot Spot                                           |
| 1998  | Shernette May                                     | You're All The Man That I Need                     |
| 1998  | Total                                             | Trippin’                                           |
| 1998  | Usher                                             | Bed Time (version 1)                               |
| 1998  | Montell Jordan                                    | I Can Do That                                      |
| 1998  | Montell Jordan feat. Master P & Silkk Tha Shocker | Let's Ride                                         |
| 1998  | Ma$e feat. Total                                  | What You Want                                      |
| 1998  | Brandy & Monica                                   | The Boy Is Mine                                    |
| 1998  | Monica                                            | The First Night                                    |
| 1998  | Monster Magnet                                    | Space Lord                                         |
| 1998  | Bryan Adams                                       | On a Day Like Today                                |
| 1998  | Rob Zombie                                        | Living Dead Girl                                   |
| 1999  | Mobb Deep                                         | Quiet Storm (version 1)                            |
| 1999  | Jennifer Love Hewitt                              | How Do I Deal                                      |
| 1999  | Monster Magnet                                    | Powertrip                                          |
| 1999  | Blackstreet feat. Janet Jackson, Ja Rule & Eve    | Girlfriend/Boyfriend                               |
| 1999  | Sugar Ray                                         | Someday                                            |
| 1999  | Backstreet Boys                                   | Larger Than Life                                   |
| 1999  | Brian Setzer Orchestra                            | If You Can't Rock Me                               |
| 1999  | Muse                                              | Muscle Museum                                      |
| 2000  | Hole                                              | Be a Man                                           |
| 2000  | Destiny's Child                                   | Say My Name                                        |
| 2000  | Destiny's Child                                   | Jumpin', Jumpin'                                   |
| 2000  | Sisqó                                             | Thong Song                                         |
| 2000  | Elton John                                        | Someday Out of the Blue                            |
| 2000  | Christina Aguilera                                | I Turn to You                                      |
| 2000  | Christina Aguilera                                | Por Siempre Tu                                     |
| 2000  | Janet Jackson                                     | Doesn't Really Matter                              |
| 2000  | LeAnn Rimes                                       | I Need You                                         |
| 2000  | Faith Hill                                        | The Way You Love Me                                |
| 2000  | The Corrs                                         | Irresistible                                       |
| 2000  | Scarface                                          | It Ain't                                           |
| 2000  | Wu-Tang Clan                                      | Protect Ya Neck (The Jump Off)                     |
| 2000  | Wu-Tang Clan                                      | Gravel Pit                                         |
| 2000  | Moby feat. Gwen Stefani                           | South Side                                         |
| 2000  | Britney Spears                                    | Stronger                                           |
| 2001  | Chayanne                                          | Candela                                            |
| 2001  | The Black Eyed Peas feat. Macy Gray               | Request + Line                                     |
| 2001  | The Black Eyed Peas feat. Macy Gray               | Request + Line (remix)                             |
| 2001  | Papa Roach                                        | Between Angels and Insects                         |
| 2001  | U2                                                | Elevation                                          |
| 2001  | U2                                                | Stuck in a Moment You Can't Get Out Of (version 2) |
| 2001  | Aerosmith                                         | Fly Away From Here                                 |
| 2001  | D12                                               | Purple Hills                                       |
| 2001  | Samantha Mumba                                    | Baby, Come Over (This Is Our Night)                |
| 2001  | Enrique Iglesias                                  | Hero                                               |
| 2001  | DMX                                               | Who We Be                                          |
| 2001  | Garbage                                           | Cherry Lips                                        |
| 2002  | George Michael                                    | Freeek!                                            |
| 2002  | Moby                                              | We Are All Made of Stars                           |
| 2002  | Eminem                                            | Without Me                                         |
| 2002  | Mariah Carey feat. Cam'ron                        | Boy (I Need You)                                   |
| 2003  | DMX                                               | X Gon' Give It To Ya                               |
| 2003  | TLC                                               | Damaged                                            |
| 2003  | Nelly feat. Justin Timberlake                     | Work It                                            |
| 2003  | Dido                                              | White Flag                                         |
| 2003  | Ricky Martin                                      | Juramento                                          |
| 2003  | Busta Rhymes feat. Pharrell                       | Light Your Ass On Fire                             |
| 2003  | The Chemical Brothers feat. k-os                  | Get Yourself High                                  |
| 2004  | Britney Spears                                    | Toxic                                              |
| 2004  | Alsou                                             | Always on My Mind                                  |
| 2004  | Blink 182                                         | Always                                             |
| 2004  | Ashlee Simpson                                    | La La                                              |
| 2004  | The Offspring                                     | (Can't Get My) Head Around You                     |
| 2005  | Kelly Clarkson                                    | Behind These Hazel Eyes                            |
| 2005  | Joss Stone                                        | Spoiled                                            |
| 2005  | Rob Thomas                                        | Lonely No More                                     |
| 2005  | Jamiroquai                                        | Feels Just Like It Should                          |
| 2005  | Backstreet Boys                                   | Incomplete                                         |
| 2006  | Kelly Clarkson                                    | Walk Away                                          |
| 2006  | Shayne Ward                                       | No Promises                                        |
| 2006  | The Pink Spiders                                  | Little Razorblade                                  |
| 2006  | Muse                                              | Knights of Cydonia                                 |
| 2006  | Ciara feat. Chamillionaire                        | Get Up                                             |
| 2006  | Janet Jackson feat. Khia                          | So Excited                                         |
| 2006  | Gwen Stefani                                      | The Sweet Escape                                   |
| 2007  | Kelly Clarkson                                    | Never Again                                        |
| 2007  | 50 Cent feat. Justin Timberlake & Timbaland       | Ayo Technology                                     |
| 2008  | Ladytron                                          | Ghosts                                             |
| 2008  | Chris Brown                                       | Forever                                            |
| 2008  | Pussycat Dolls                                    | When I Grow Up                                     |
| 2008  | Pussycat Dolls                                    | I Hate This Part                                   |
| 2008  | Britney Spears                                    | Womanizer                                          |
| 2009  | Lady Gaga                                         | Eh, Eh (Nothing Else I Can Say)                    |
| 2009  | Lady Gaga                                         | LoveGame                                           |
| 2009  | BoA                                               | I Did It for Love                                  |
| 2009  | Katy Perry                                        | Waking Up in Vegas                                 |
| 2009  | Eminem feat. Charmagne Tripp                      | We Made You                                        |
| 2009  | Kelly Clarkson                                    | Already Gone                                       |
| 2009  | Ester Dean feat. Chris Brown                      | Drop It Low                                        |
| 2009  | Sun Ho                                            | Fancy Free                                         |
| 2009  | Chris Brown feat. Lil Wayne & Swizz Beatz         | I Can Transform Ya                                 |
| 2009  | Chris Brown                                       | Crawl                                              |
| 2010  | Helping Haiti                                     | Everybody Hurts                                    |
| 2010  | Kylie Minogue                                     | All the Lovers                                     |
| 2010  | Maroon 5                                          | Misery                                             |
| 2010  | Eminem feat. Rihanna                              | Love the Way You Lie                               |
| 2010  | Nicole Scherzinger                                | Poison                                             |
| 2010  | Keri Hilson                                       | Pretty Girl Rock                                   |
| 2010  | Dr. Dre feat. Snoop Dogg & Akon                   | Kush                                               |
| 2011  | Eminem                                            | Space Bound                                        |
| 2012  | AKB48                                             | Gingham Check                                      |
| 2012  | AKB48                                             | Uza                                                |
| 2012  | Robbie Williams                                   | Candy                                              |
| 2012  | Ciara                                             | Got Me Good                                        |
| 2013  | Priyanka Chopra                                   | In My City                                         |
| 2013  | Mariah Carey feat. Miguel                         | Beautiful                                          |
| 2013  | Britney Spears                                    | Perfume                                            |
| 2014  | Shakira feat. Rihanna                             | Can't Remember to Forget You                       |
| 2014  | Taylor Swift                                      | Blank Space                                        |
| 2015  | Taylor Swift                                      | Bad Blood                                          |
| 2015  | Taylor Swift                                      | Wildest Dreams                                     |
| 2016  | Taylor Swift                                      | Out of the Woods                                   |
| 2016  | OneRepublic                                       | Wherever I Go                                      |
| 2017  | Imagine Dragons                                   | Thunder                                            |
| 2017  | Taylor Swift                                      | Look What You Made Me Do                           |
| 2017  | Maroon 5 feat. SZA                                | What Lovers Do                                     |
| 2017  | Taylor Swift                                      | ...Ready For It?                                   |
| 2018  | Taylor Swift feat. Ed Sheeran & Future            | End Game                                           |
| 2018  | Taylor Swift                                      | Delicate                                           |
| 2019  | Bebe Rexha                                        | Last Hurrah                                        |
| 2019  | Ava Max                                           | Torn                                               |
| 2020  | Jonas Brothers                                    | What a Man Gotta Do                                |
| 2022  | Ava Max                                           | Maybe You're The Problem                           |
| 2022  | Chris Brown                                       | Iffy                                               |
| 2022  | Nicki Minaj                                       | Super Freaky Girl                                  |
| 2023  | Rita Ora feat. Fatboy Slim                        | Praising You (Part II)                             |
| 2024  | Lenny Kravitz                                     | Human                                              |
| 2025  | The All-American Rejects                          | Sandbox                                            |
| 2025  | Mariah Carey                                      | Type Dangerous                                     |